# Дискуссия об атомной энергии

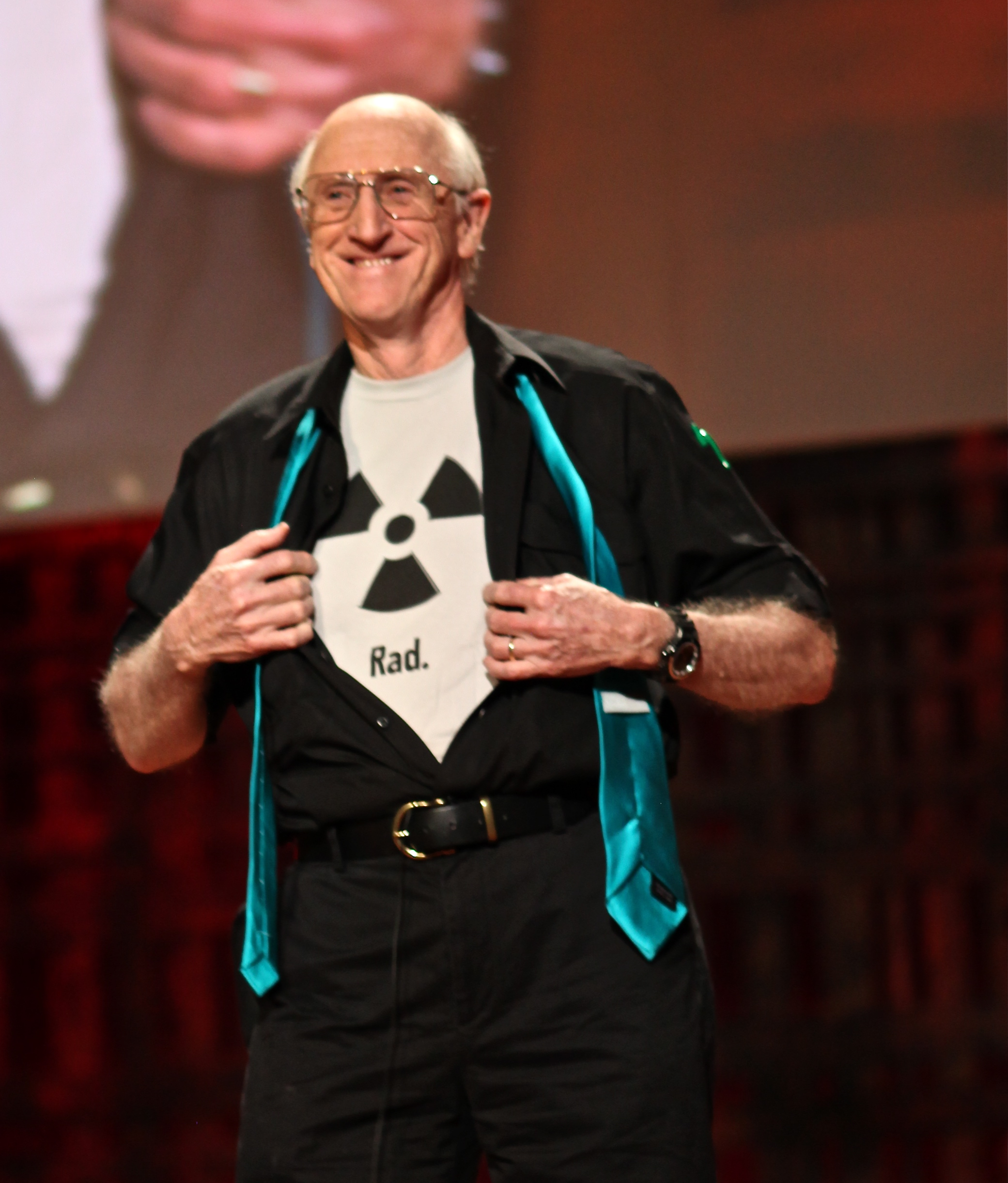
Стюарт Бренд на дебатах 2010 года: «Нужна ли миру ядерная энергия?»

Дискуссия об атомной энергии — полемика о внедрении и использовании ядерных реакторов в мирных целях для производства электроэнергии из ядерного топлива. В 1970—1980-х гг. в некоторых странах споры вокруг «мирного атома» достигли своего пика.
Сторонники атомной энергетики утверждают, что атом является источником дешёвой и безопасной электроэнергии. Заявляется, что атомная энергетика, в отличие от органического топлива, практически не приводит к загрязнению воздуха и, соответственно, позволяет сократить выбросы в атмосферу парниковых газов. Кроме того, в качестве ещё одного преимущества ядерной энергии называют возможность для большинства западных стран преодолеть таким образом зависимость от импортного топлива и обеспечить свою энергетическую безопасность. При этом подчёркивается, что при использовании новейших технологий и переходе на новые ядерные реакторы риски хранения радиоактивных отходов практически минимальны.
Противники же ядерной энергии не разделяют мнение о том, что атомная энергия является безопасным и устойчивым источником энергии, и заявляют, в свою очередь, что существование АЭС создаёт угрозу для людей и для окружающей среды: добыча, переработка и транспортировка урана влекут за собой риск для здоровья людей и наносят ущерб экологии; помимо этого, крайне остро стоит вопрос распространения ядерного оружия, а также остаётся нерешённой проблема хранения радиоактивных отходов. Противники ядерной энергетики также подчёркивают, что ядерные реакторы представляют собой чрезвычайно сложные механизмы, в связи с чем нельзя исключать риск аварии, печальным доказательством чему служит множество серьёзных радиационных аварий. Данные риски не всегда можно снизить путём внедрения новых технологий. Кроме того, если учесть все стадии выработки атомной энергии от добычи урана до вывода ядерных объектов из эксплуатации, АЭС вряд ли можно назвать дешёвым источником энергии.
На сегодняшний день три из четырёх крупнейших экономик мира большую часть электроэнергии получают за счёт возобновляемых источников энергии, нежели за счёт ядерных источников.

## Два противоборствующих лагеря
Постепенно общество разделилось на два лагеря в зависимости от отношения к атомной энергии: лагерь сторонников и лагерь противников. В основе этого деления лежат различные взгляды на риски данного вида энергии, а также личные убеждения касательно участия общественности в процессе принятия решений в области высоких технологий. Наиболее злободневными являются следующие вопросы: безопасны ли АЭС для человека и окружающей среды? Возможно ли повторение Чернобыля или Фукусимы? Можем ли мы безопасно утилизировать радиоактивные отходы? Способна ли ядерная энергетика уменьшить изменение климата и загрязнение воздуха?
В 2010 вышла книга Барри Брука и Иэна Лоу «Зачем и почему: ядерная энергетика.» Барри Брук выдвигает семь аргументов в пользу ядерной энергии:
- Возобновляемые источники энергии могут оказаться не способны предотвратить энергетический кризис и воспрепятствовать изменению климата
- Ресурсы ядерного топлива практически не ограничены
- При внедрении новых технологий можно добиться безопасной утилизации радиоактивных отходов
- Ядерная энергетика считается наиболее безопасным видом энергии
- Ядерная энергетика способствует укреплению глобальной безопасности
- Считается, что добыча электроэнергии посредством ядерной энергетики обходится дешевле по сравнению с органическим топливом и возобновляемыми источниками энергии
- Развитие ядерной энергетики может привести к революции в области безопасной энергетики

Иэн Лоу, в свою очередь, выдвигает следующие аргументы против использования ядерной энергии:
- Развитие АЭС вряд ли способно в ближайшее время повлиять на изменение климата
- Строительство и эксплуатация АЭС обходится слишком дорого
- Вполне возможно, что показатели потребностей населения в электроэнергии завышены
- По-прежнему остаётся нерешённой проблема захоронения отходов
- Существует угроза распространения ядерного оружия и, как следствие, ядерной войны
- Большие сомнения вызывает, является ли данный метод выработки энергии безопасным
- Есть риск радиационных катастроф

В журнале Экономист заявляют, что ядерная энергетика — это «опасно, непопулярно, дорого и рискованно», и что «её относительно легко можно заменить другими видами энергии».

## Электричество и энергия
По данным Всемирной ядерной Ассоциации и Международного агентства по атомной энергии, 2012 год был отмечен самыми низкими с 1999 года показателями производительности АЭС: в 2012 году во всем мире атомные электростанции произвели 2346 млрд кВт/ч электроэнергии, что на семь процентов меньше, чем в 2011 году. Эксперты связывают этот факт с тем, что после аварии на АЭС Фукусима-1 большая часть АЭС Японии была выведена из эксплуатации на весь год. Снижению производства электроэнергии также поспособствовало и закрытие восьми энергоблоков в Германии. Помимо этого, в этом же году была приостановлена работа ещё нескольких реакторов в США (Кристал Ривер, Форт Калхун и Сан-Онофре).
На сегодняшний день в Бразилии, Китае, Германии, Индии, Японии, Мексике, Нидерландах, Испании и Великобритании большая часть электроэнергии производится из альтернативных возобновляемых источников энергии, нежели из ядерных источников. В 2015 году производство электроэнергии с использованием солнечной энергии выросло на 33 %, а энергии ветра — более чем на 17 %.
Многочисленные исследования подтвердили, что атомными электростанциями вырабатывается около 16 % мировой электроэнергии, однако это обеспечивает лишь 2,6 % конечного потребления энергии. Это несоответствие объясняется в основном низкой эффективностью потребления данного вида электроэнергии по сравнению с другими энергоносителями, а также тем, что приходится учитывать убытки, связанные с транспортировкой электроэнергии, поскольку АЭС обычно расположены далеко от места конечного потребления энергии.

## Энергетическая безопасность
Как уже было отмечено ранее, для некоторых стран атомная энергетика обеспечивает энергетическую независимость, поскольку позволяет преодолеть зависимость от импортного топлива. Кроме того, атомной энергетики практически не коснулись санкции. Однако, страны, на которые сегодня приходится более 30 % мировой добычи урана — Казахстан, Намибия, Нигер, Узбекистан — являются политически нестабильными.

## Экономика

### Строительство новых АЭС
Довольно сложно предугадать, какими темпами будет происходить строительство новых АЭС, ввиду того, что многое в данном вопросе зависит от того, какой источник энергии предпочтут инвесторы. Как правило, необходимы высокие затраты на строительство атомной электростанции и низкие расходы на топливо. Также необходимо учитывать затраты на вывод АЭС из эксплуатации и на утилизацию радиоактивных отходов. С другой стороны, меры, направленные на борьбу с глобальным потеплением, такие как налоги и квоты на выбросы углерода, наоборот, могут поспособствовать развитию ядерной энергетики.

## Безопасность и аварии на АЭС
За все время существования АЭС во всем мире произошло 99 аварий. 57 из них произошло после Чернобыльской катастрофы, в то время как 57 % (56 из 99) всех аварий на АЭС произошло в США. К самым серьёзным авариям на АЭС относятся авария на АЭС Фукусима-1 (2011), Чернобыльская катастрофа (1986), Авария на АЭС Три-Майл-Айленд (1979) и некоторые другие.

### Чернобыльская катастрофа

Карта радиоактивного загрязнения нуклидом цезий-137 на 1996 год:
закрытые зоны (более 40 Ки/км²)
зоны постоянного контроля (15—40 Ки/км²)
зоны периодического контроля (5—15 Ки/км²)
1—5 Ки/км.

26 апреля 1986 года произошла авария на Чернобыльской атомной электростанции. В результате взрыва и последовавшего за ним пожара в атмосферу было выброшено большое количество радиоактивных веществ, которые распространилась на территории западной части СССР и Европы. Эта авария считается самой страшной за всю историю существования АЭС и ей, вместе с Аварией на АЭС Фукусима-1, присвоен максимальный, 7-й уровень на Международной шкале ядерных событий (INES). Более 500 000 человек было задействовано в ликвидации последствий аварии, а затраты в 18 млрд рублей нанесли серьёзный удар по Советской экономике.
Авария поставила вопрос о безопасности атомной энергетики, что на несколько лет замедлило развитие отрасли.